# Homer to the Max
«Homer to the Max» —titulado «Homer al máximo» en España y «Homero al máx-imo» en Hispanoamérica— es el decimotercer episodio de la décima temporada de la serie animada Los Simpson, emitido por primera vez el 7 de febrero de 1999 en Estados Unidos en la cadena FOX. En este, Homer Simpson descubre que en un programa de televisión en Springfield, Police Cops —Policías Polis en España y Poli Policías en Hispanoamérica— hay un héroe que se llama igual que él, por lo que comienza a atraer mucha atención positiva en la ciudad. No obstante, el personaje del programa cambia y ahora es un inepto, por lo que todo el mundo empieza a reírse de Homer. En consecuencia, este decide cambiarse el nombre a «Max Power» para deshacerse de toda valoración negativa en su contra, de forma que gana nuevos amigos que lo fuerzan a protestar contra la deforestación en Springfield. Finalmente, vuelve a recuperar su antiguo nombre.
John Swartzwelder escribió el guion del episodio y Pete Michels se encargó de la dirección, mientras que el nuevo nombre de Homer fue creado a sugerencia de Ron Hauge. Asimismo, en el capítulo destacan numerosas referencias culturales, como las alusiones a las series Miami Vice o All in the Family, así como la puesta en escena de algunos famosos, entre ellos, el presidente Bill Clinton. El episodio recibió una puntuación Nielsen de 8.5 y críticas mixtas.

## Sinopsis
El episodio comienza con la familia Simpson descubriendo una serie llamada Police Cops —Policías Polis en España y Poli Policías en Hispanoamérica—, en la que aparece un carismático detective llamado Homer Simpson. En consecuencia, el auténtico Homer empieza a recibir mucha atención y llamadas aclamatorias por tener un nombre que coincide con el de un personaje tan apuesto e inteligente, aunque la familia le recuerda que solo es una coincidencia. A pesar de ello, este comienza a actuar en su vida cotidiana como si fuese el personaje de la serie; se compra una bufanda similar y dice la frase del programa: «Y ese es el final de ese capítulo». No obstante, en el siguiente episodio los guionistas cambian el papel del detective y lo convierten en una persona estúpida, gorda y vaga, y su expresión cuando comete un error es «Uh-oh, Spaghettios!» —«¡Ay, qué corcho con el tío Paco!» en España y «¡Uh-oh, Recórcholis!» en Hispanoamérica—, por lo que Homer comienza a ser humillado por sus amigos. Es así que, tras ser sujeto de tanta atención negativa, pide a los productores de la serie que deshagan la reescritura del personaje, pero estos se niegan, por lo que finalmente Homer decide cambiarse legalmente el nombre a Max Power —inspirado en un secador de pelo—, tras haber intentado demandar a la compañía por uso indebido del nombre anterior.
Aunque Homer se siente mucho más satisfecho consigo mismo ahora que toda la atención negativa ha desaparecido, Marge comienza a sentir preocupación por no haber sido consultada previamente sobre la modificación, argumentando que ella se enamoró de Homer Simpson y no de Max Power. En el trabajo, el señor Burns también queda impresionado por el nuevo nombre y, mientras está comprando ropa para mejorar su imagen en Constington's —un local que parodia una tienda de lujo—, conoce a un exitoso hombre de negocios llamado Trent Steel, con quien se va a comer después de una rápida conversación. Asimismo, Trent invita a Max y a su familia a una fiesta en su jardín, donde conocen a varios famosos como los actores Woody Harrelson y Ed Begley Jr., el entonces presidente de los Estados Unidos Bill Clinton, y al productor de televisión Lorne Michaels. No obstante, Max acaba dándose cuenta de que el evento solo era un montaje para salvar un bosque de secuoyas de la deforestación, algo que le disgusta.
Una vez que todos los invitados de la fiesta acuden a la protesta, Max, Marge y los demás se encadenan a los árboles para evitar que los buldóceres los echen abajo. Con este panorama, llega el jefe Wiggum, quien opta por reprimir a los manifestantes, por lo que sus subordinados Eddie y Lou comienzan a perseguir a Max alrededor del árbol para aplicarle líquido irritante en los ojos. Sin embargo, según Max empieza a correr alrededor del tronco, la cadena que tenía puesta empieza a hacer fricción, lo que causa fuego y la posterior caída del árbol, que se extiende a todo el bosque mediante un efecto dominó, algo que enfurece a los demás manifestantes. De vuelta a casa por la noche, Marge se alegra al saber que Max Power ha recuperado su nombre original, Homer Simpson, aunque este le comenta que mientras se encontraba en el juzgado, tuvo la oportunidad de cambiar el de ella a Chesty La Rue —Tetillas la Rue en España y Pechugas la Rue en Hispanoamérica—, aunque si no le gustaba podría cambiarlo a Busty St. Claire —Bustín Sinclaire o Sara Bustani— o Hootie McBoob —Pechitos McTetis o Boobie Curvas—.

## Producción

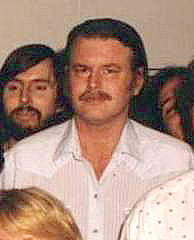
John Swartzwelder, guionista del episodio.

El director del episodio, Pete Michels, había leído una historia en el periódico sobre gente con nombres de famosos, por lo que trató de pensar en maneras en las que la vida de Homer podría verse afectada si hubiese alguien en televisión con el mismo nombre que él. Mientras se creaba el personaje del detective Homer Simpson, el equipo de produccción debatía si este debería ser «guay» a lo largo de todo el capítulo o, en cambio, debería ser estúpido desde el principio. Al final, el personal decidió combinar ambas ideas y hacerlo idiota, tras haber sido todo lo contrario en el episodio piloto del programa al que pertenece. Por otro lado, el productor de la serie, Ron Hauge, sugirió el nombre de «Max Power» por su experiencia con un amigo que realmente quería cambiarse el nombre, al que Hauge le sugirió este mismo. De hecho, el episodio sirvió de inspiración para que el primo del escritor Tom Martin llamase a su hijo de tal forma.